# Antoine-Nicolas Bailly

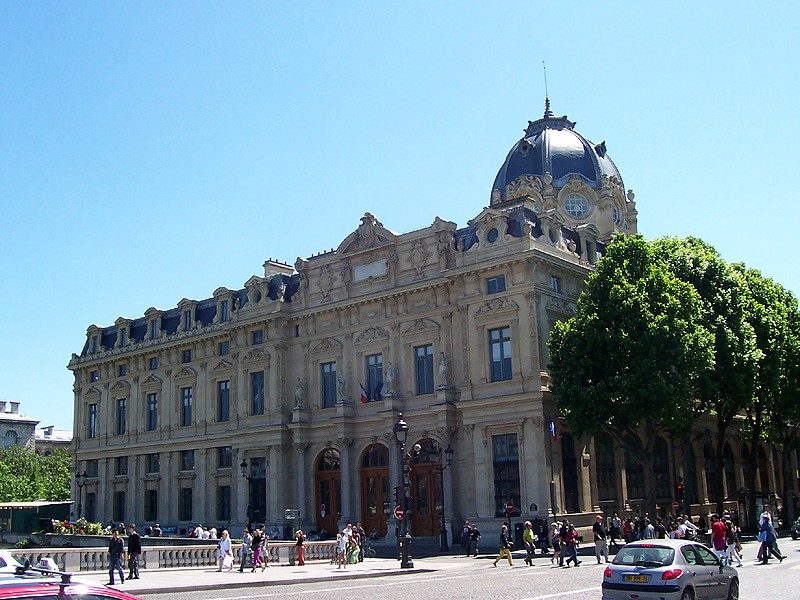
Tribunal de commerce di Parigi, Île de la Cité, Parigi, 1865

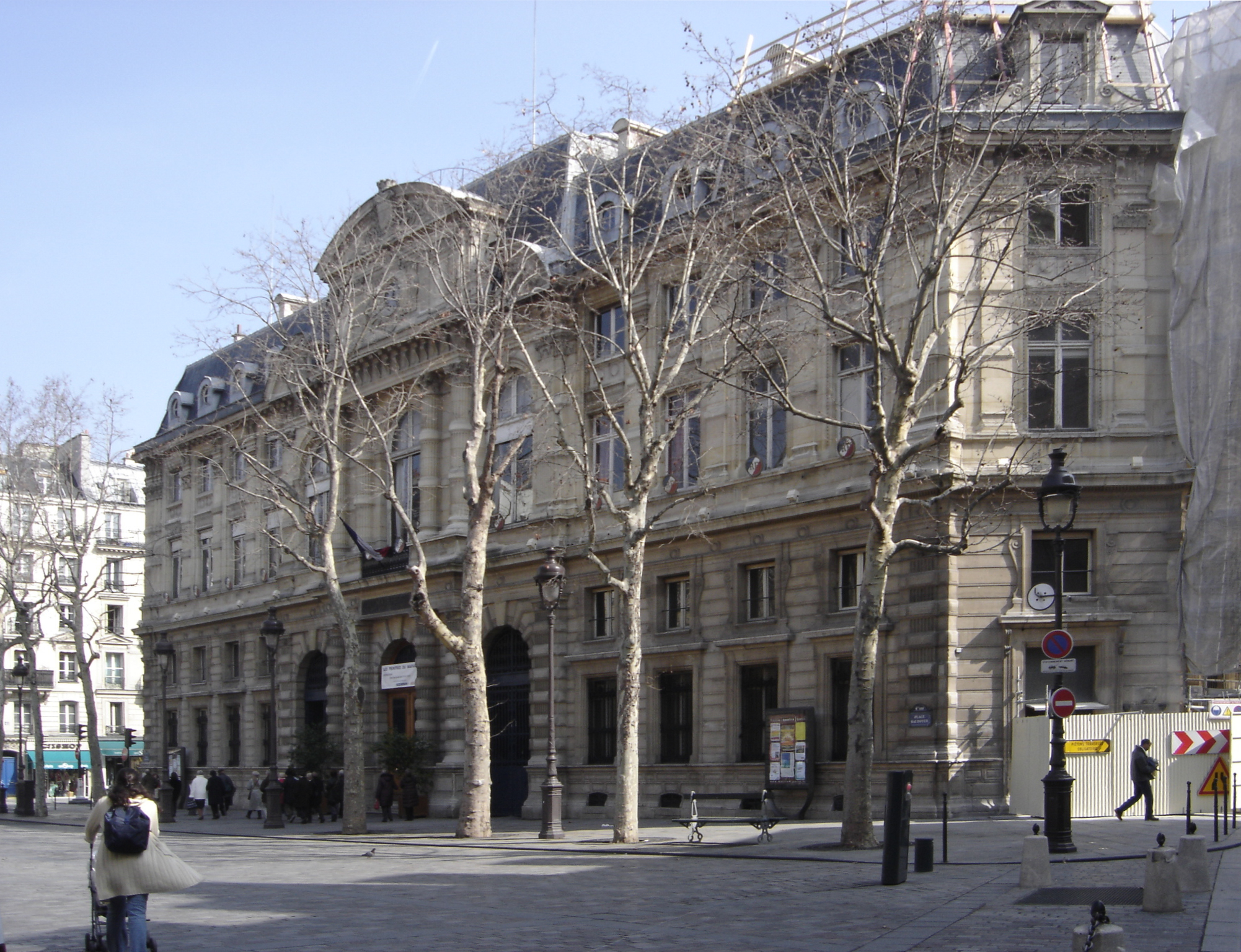
Sala del IV arrondissement di Parigi, 1866

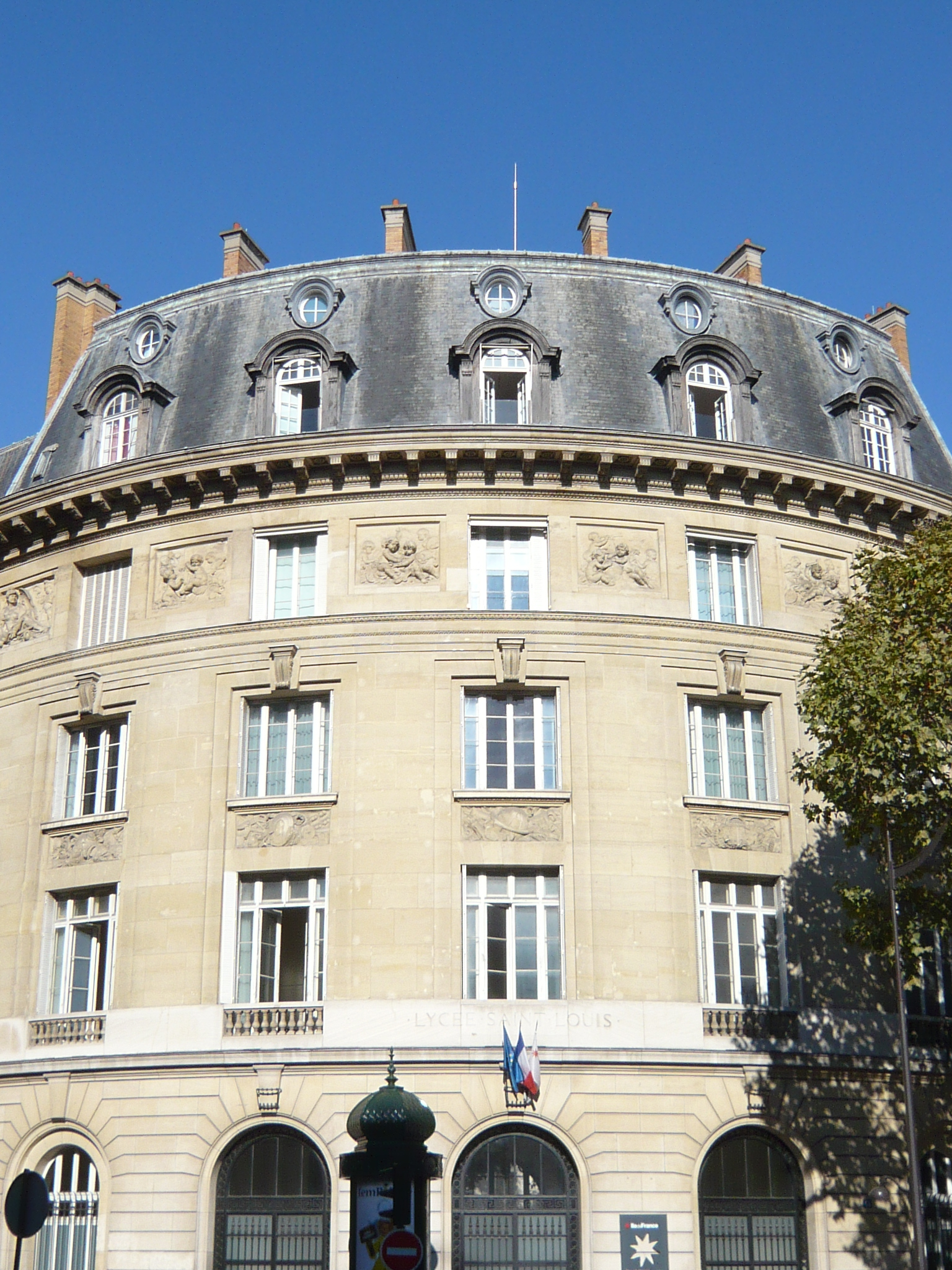
Lycée Saint-Louis, Parigi

Antoine-Nicolas Louis Bailly (Parigi, 6 giugno 1810 – Parigi, 1º gennaio 1892) è stato un architetto francese.

## Biografia
Figlio di un funzionario postale e il maggiore di undici figli, entrò nello studio dell'architetto François Debret e attraverso lui all'École nationale supérieure des beaux-arts nel 1830, studiando anche con Félix Duban.
Dal 1834, al momento del pensionamento di suo padre, si trovò responsabile del mantenimento dell'intera famiglia. Nel 1850, con il sostegno di Eugène Viollet-le-Duc,  divenne l'architetto delle diocesi di Bourges, Valencia e Digne-les-Bains. Dal 1875 al 1886 fu architetto diocesano di Limoges, e fu anche architetto supervisore di Notre Dame de Paris dal 1883 al 1886, dopo i restauri di Viollet-le-Duc.
Nel 1854 fu nominato ispettore dei lavori a Parigi. Come tale partecipò al completamento del Vecchio Municipio e alla costruzione della Fontaine Molière sotto Louis Visconti. Nel 1860, il barone Georges-Eugène Haussmann gli commissionò l'edificio amministrativo per il IV arrondissement di Parigi, che servì da modello per altri.
La sua opera più nota in assoluto, anche se non la più ammirata, è il Tribunal de commerce sull'Île de la Cité, completato nel 1865, che Napoleone III aveva chiesto che fosse progettato nello stile del municipio di Brescia. Le sue corti commerciali sono organizzate intorno ad un atrio di vetro che raggiunge l'intera altezza dell'edificio. L'esterno presenta una scultura architettonica di Albert-Ernest Carrier-Belleuse.
Fu nominato Cavaliere della Legion d'onore nel 1853, Ufficiale nel 1868 e promosso Comandante nel 1881. Fu eletto all'Académie des beaux-arts nel 1875, assumendo la cattedra di Henri Labrouste, e ne fu presidente; fu anche il primo presidente della Société des Artistes Français alla sua fondazione nel 1881.
L'architetto Ernest Sanson iniziò la sua carriera come disegnatore nello studio di Bailly e assunse l'ufficio nel 1865.

## Opere
- Ampliamento della Cattedrale di Saint-Jerome di Digne, completata nel 1862
- costruzione del campanile della Cattedrale di Valencia
- completamento della cattedrale di Limoges
- Tribunal de commerce 1860-1865
- Facciata del Lycée Saint-Louis, Parigi
- Municipio del IV arrondissement di Parigi, 1866–1868
- Crédit Foncier de France, Parigi (restauro e riqualificazione)